# 1069
1069 (MLXIX) je bilo navadno leto, ki se je po julijanskem koledarju začelo na četrtek.

## Dogodki

### Normanska Anglija
- 28. januar: Povod v Pustošenje Severa (ang. Harrying of the North): angleški kralj Viljem I. zaradi neredov intervenira na severu Anglije. Sprva poskuša pomiriti strasti med anglodanskimi plemiči, ki so bili razdeljeni glede normanske okupacije. Viljema razsrdi uboj normanskega grofa Northumbrije Roberta de Cominesa, ki so ga uporniki v zasedi pobili hkrati z oddelkom njegove vojske.
- 11. september - Po smrti Ealdreda, nadškofa Yorka, ki je bil Viljemu glavna opora in pomirjevalni dejavnik na Severu, se odnos med anglodanskimi plemiči in Normani drastično poslabša.
- Uporniki razglasijo za angleškega kralja Edgarja Aethelinga, pravnuka Ethelreda Nepripravljenega. Anglosaksonski pretendent za angleški prestol Edgar Aetheling, ki mu je Viljem v zameno za vazalno zvestobo podaril nekaj zemlje, prevzame pobudo upora v svoje roke in se za pomoč obrne na danskega kralja Svena II..↓
- 21. september → Danci organizirajo invazijo zoper Anglonormane in skupaj z uporniki zavzamejo mesto York.
- december: Viljem se odpravi na pohod proti nemirnemu Severu. York se mu preda brez boja, saj se je anglo-danska posadka pred tem že umaknila. Viljem Dancem plača danegeld, zato se vrnejo domov. Edgar Aetheling pa zbeži na Škotsko. Ker se uporniki zatekajo h gverilskemu načinu boja, Viljem uporabi taktiko požgane zemlje, požiga cele vasi, mori prebivalce, pobija živino, uničuje zaloge hrane in s soljo rodovitno zemljo. Glede na takratne kronike se preživeli zatečejo v kanibalizem. Najmanj 100.000 ljudi je pobitih ali pa kasneje pomre od lakote.
- Med krvavim vojaškim pohodom Viljem načrtuje gradnjo novih samostanov na severu Anglije, ki jih do takrat pravzaprav ni bilo. Med drugim začno po Viljemovem ukazu graditi opatijo Selby, Severni Yorkshire.

### Ostalo
- maj - Veliki kijevski knez Izjaslav I. se okrepljen vrne s Poljske in ponovno prevzame oblast v Kijevu, ki jo je skupaj z bratom izgubil po porazu proti Kumanom prejšnje leto.
- 26. oktober - Po umoru mejnega grofa Spodnjih Lužic Deda II. grofijo ponovno prevzame njegov oče Dedo I., ki je nameraval abdicirati v korist sina.
- Bizantinsko cesarstvo: cesar Roman IV. Diogen izvede tri uspešne ekspedicije proti Seldžukom in jih potisne do reke Evfrat.
- Taifa Sevilja: umrlega emirja Abbada II. nasledi njegov sin Abbad III., ki je tudi zadnji predstavnik abbadidske dinastije pred zavzetjem afriških Almoravidov. Med vsemi muslimanskimi taifami Iberskega polotoka je Sevilja še največja.
- Po smrti norveškega kralja Magnusa II. prevzame nadzor nad celotno norveško mlajši brat Olaf III.
- Umrlega lotarinškega vojvodo in toskanskega mejnega grofa Godfreja III. nasledi njegov sin Godfrej III. Lotarinški. Godfrej III. je poročen z bratranko Matildo Toskansko, ki pa svojega soproga zaradi grbe prezira, prav tako pa sta se v naslednjih letih oba znašla v naspotnih političnih taborih: Matilda v papeškem, Godfrej v cesarskem.

- Dinastija Song: cesar Shenzong postavi za vrhovnega kanclerja Wanga Anshija, ki nemudoma začne z institucionalnimi reformami, ki bi povečale gospodarsko rast, zmanjšale korupcijo, razbremenile revnejše sloje, okrepile lokalno samoupravo in varnost na severnih mejah.
- Vietnam: Začetek ekspanzije severnovietnamskega kraljestva pod dinastijo Ly proti jugu. Širjenje je usmerjeno na jug. Vietnam je na severu omejen s Kitajsko, na zahodu z neprehodnimi planinami, na vzhodu pa z morjem. Prodor proti jugu je trajal več stoletij in se je v mejah današnjega Vietnama zaključil z imperialistično kolonizacijo v 19. stol.

## Rojstva
- Diego Gelmírez, španski nadškof Santiaga de Compostele († 1149)
- Henrik Portugalski, portugalski grof iz hiše Burgundijcev († 1112)

## Smrti
- 28. februar - Abbad II. al-Mutadid, drugi emir Seviljske taife (* 1016)
- 28. april - Magnus II., norveški kralj (* 1048)
- 11. september - Ealdred, yorški nadškof
- 26. oktober - Dedo II. Lužiški, mejni grof Spodnjih Lužic

Neznan datum
- Godfrej III. Lotarinški, toskanski mejni grof (* 997)
- Robert de Comines, normanski northumbrijski grof
- Tilopa, indijski (bengalski) budistični jogi in filozof (* 988)